# I-76 (запад)
I-76 (Interstate 76) — межштатная автомагистраль на западе Соединённых Штатов Америки. Общая протяжённость — 187,34 мили (301,49 км). Проходит по территории двух штатов.

## Маршрут магистрали
| Штат  | миль   | км     |
| ----- | ------ | ------ |
| CO    | 184,86 | 187,34 |
| NE    | 2,48   | 3,99   |
| Всего | 188,1  | 302,72 |

### Колорадо
Юго-западный конец магистрали Interstate 76 располагается на пересечении с I-70 в городе Арвада штата Колорадо, к северо-западу от Денвера. Отсюда она направляется на северо-восток, вскоре пересекая Interstate 25. Затем I-76 проходит неподалёку от международного аэропорта Денвера. Здесь I-76 соединена с дорогой US 6. I-76 и US 6 двигаются на северо-восток через малонаселённые районы Колорадо, в районе города Уиггинс соединяясь с US 34. В городе Форт-Морган, самом крупном населённом пункте округа Морган, US 34 отходит от I-76. В округе Логан Interstate 76 разъединяется и с US 6. Двигаясь параллельно реке Саут-Платт, I-76 направляется в город Джулсберг.

### Небраска
После города Джулсберг I-76 пересекает границу Колорадо с Небраской. На территории этого штата, по которой магистраль проходит всего 4 км, расположена лишь одна развязка — с магистралью Interstate 80, соединяющей Сидни на западе с Омахой на востоке. В Небраске I-76 обозначена как северо-южная магистраль.

## Основные развязки
- US 287, Арвада, Колорадо
- I-25 / US 87, Норт-Вашингтон, Колорадо
- I-270 / US 36, Норт-Вашингтон, Колорадо
- US 6 / US 85, округ Адамс, Колорадо
- US 34, округ Морган, Колорадо
- US 285, Джулсберг, Колорадо